# Conte Uguccione
Il Conte Uguccione (nome completo Uguccione Alarico Tancredi Amedeo Orpello degli Orpelli) è un personaggio televisivo immaginario, inventato da Bebo Storti il 4 ottobre 1995 a Milano 2, presente nelle trasmissioni Mai dire Gol (edizioni del 1995-96 e del 1996-97), Quelli che il calcio (edizione del 2001-02) e GialappaShow (edizione dell'autunno 2024). Il personaggio è nato durante una riunione del programma Mai dire Gol, prima della partenza della stagione 1995/1996, dove Bebo Storti, in mezzo al tavolo con tutti gli altri comici, iniziò a utilizzare le esclamazioni divenute poi tipiche del Conte, unito anche dall'esigenza di trovare un personaggio che fosse nuovo, un po' sopra la righe e tifoso della Fiorentina.

## Caratteristiche
Il Conte Uguccione è un nobile del Granducato di Toscana, ricco nullafacente dalla mattina alla sera, con in testa due soli pensieri: Gabriel Omar Batistuta, attaccante della Fiorentina dal 1991 al 2000, e le donne con cui voleva andare a letto (o come diceva lui: trombare).
Nell'edizione 2001-2002 di Quelli che il calcio faceva l'inviato allo stadio di Firenze durante le partite casalinghe della Fiorentina, in una stagione disastrosa per il club viola, conclusa con la retrocessione in Serie B e, successivamente, con il fallimento della società e la retrocessione in Serie C2.